# Louis Bendixen
Louis Bendixen (* 23. Juni 1995 in Kopenhagen) ist ein ehemaliger dänischer Radrennfahrer.

## Sportlicher Werdegang
Zur Saison 2016 wurde Bendixen Mitglied im UCI Continental Team ColoQuick Cult, für das er zwei Jahre an den Start ging. In dieser Zeit gelangen ihm keine nennenswerten Erfolge. Zur Saison 2018 wechselte er zum Team Coop. Nachdem er 2019 zweimal als Zweiter noch knapp einen Sieg verpasst hatte, erzielte er 2021 beim polnischen Eintagesrennen Puchar MON seinen ersten Erfolg auf der UCI Europe Tour. In der Saison 2022 dominierte er die Rhodos-Rundfahrt, bei der er die Gesamtwertung gewann und alle vier Etappen unter den Top 4 beendete.
Zur Saison 2023 stieg Bendixen in die UCI ProSeries auf und wurde Mitglied im Uno-X Pro Cycling Team. Dort vorrangig als Helfer eingesetzt, blieb er ohne zählbare Ergebnisse. Beste Platzierung in den zwei Jahren im Team war ein fünfter Etappenrang bei der Tour of Oman 2023.
Nacxhdem bereits im November 2024 sein Abschied vom Team Uno-X bekannt wurde, gab er im Januar 2025 im Alter von 29 Jahren seinen Rücktritt vom Radsport bekannt.

## Erfolge
2021
- Puchar MON

2022
- Gesamtwertung und zwei Etappen Rhodos-Rundfahrt